# Tracheloptychus petersi
Espèce
Statut de conservation UICN

 VU B1ab(iii) : Vulnérable
Tracheloptychus petersi est une espèce de sauriens de la famille des Gerrhosauridae.

## Répartition
Cette espèce est endémique de Madagascar.

## Description
Cette espèce est ovipare. Elle mesure jusqu'à 76 mm sans la queue.

## Étymologie
Cette espèce est nommée en l'honneur de Wilhelm Peters.

## Publication originale
- Grandidier, 1869 : Descriptions de quelques animaux nouveaux découverts, pendant l'année 1869, sur la côte ouest de Madagascar. Revue et Magazine de Zoologie (Paris), ser. 2, vol. 21, p. 337-342 (texte intégral).